# Азимов, Пигам Азимович
Пигам Азимович Азимов (туркм. Pygam Azymow; 1 января 1915—1994) — туркменский и советский государственный деятель. Председатель Верховного Совета Туркменской ССР с 11 апреля 1967 по 29 июня 1971 года. Учёный-тюрколог, языковед, филолог, лингвист, академик (1951) и президент Академии наук Туркменской ССР (1966—1975), заслуженный деятель науки Туркменской ССР (1961).
В 1951 году был в числе первых 11 действительных членов созданной Академии наук Туркменской ССР.

## Биография
Родился 1 января 1915 года в ауле Чавдул (ныне — Сакарский этрап Лебапского велаята).
Участник Великой Отечественной войны, капитан.

### Научная деятельность
Основные работы по туркменскому языкознанию, по вопросам словообразования.

## Избранные публикации
- Орфография туркменского языка: краткий справочник. Ашхабад: Туркменский гос. университет, 1959
- Развитие стилистических систем литературных языков народов СССР (в соавт.). Ашхабад: Ылым, 1968
- Развитие науки в Советском Туркменистане (в соавт.). Акад. наук Туркменской ССР. Ашхабад: Ылый, 1971
- Синтаксис. Учебник для средней школы. Ашхабад. 1941

## Награды
- Орден Ленина (1950)
- Орден Октябрьской Революции (1971)
- Орден Трудового Красного Знамени (1957, 1960)
- Орден Дружбы народов (29.12.1984)
- Орден Знак Почёта
- Медаль «В ознаменование 100-летия со дня рождения Владимира Ильича Ленина»